# Jerry Jemmott

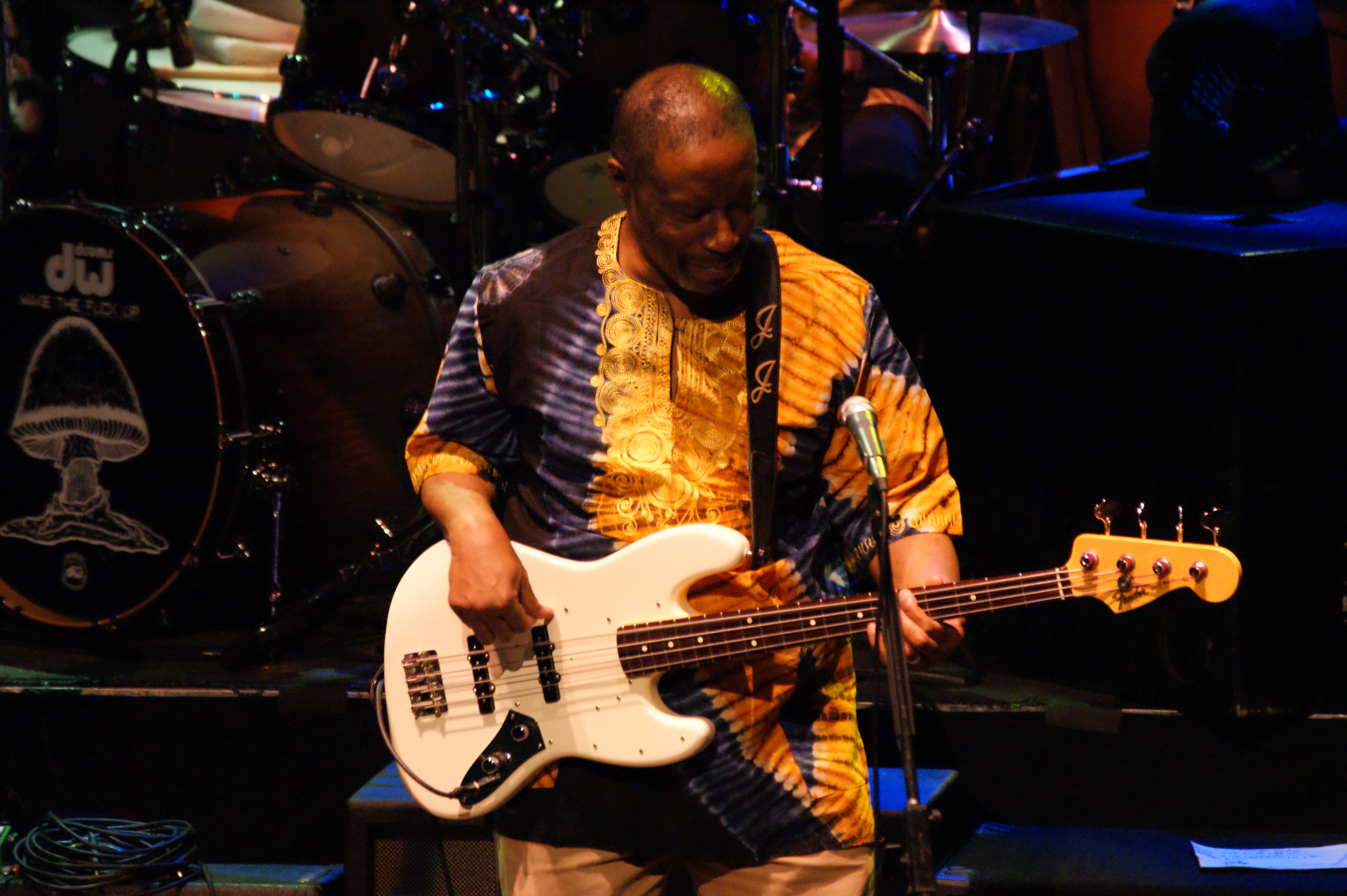
Jerry Jemmott (2009)

Gerald Stenhouse Jemmott (* 22. März 1946 in Bronx, New York City) ist ein US-amerikanischer Bassist. Er war einer der führenden Session-Bassisten der späten 1960er und frühen 1970er Jahre, der für viele bekannte Soul-, Blues- und Jazz-Musiker arbeitete. Jaco Pastorius nannte Jemmott als maßgeblichen Einfluss und bezog dessen Funk-Basslinien in seinen eigenen Stil ein.

## Werdegang
Jemmott begann im Alter von zehn Jahren Kontrabass zu spielen, als er Paul Chambers entdeckte. Nachdem er zur Bassgitarre gewechselt hatte, wurde er 1966 vom Saxophonisten King Curtis entdeckt.
Mit seiner Verbindung über Curtis zu Atlantic Records begann er, Aufnahmen mit anderen Künstlern des Musiklabels zu machen, darunter Aretha Franklin, Ray Charles, Wilson Pickett und The Rascals, Roberta Flack und Margie Joseph. Er nahm auch mit BB King, Freddie King, Chuck Berry, Duane Allman, Otis Rush, Champion Jack Dupree, Mike Bloomfield auf und begleitete Herbie Hancock (Fat Albert Rotunda), Freddie Hubbard, Erroll Garner, Les McCann, Eddie Harris, Houston Person, George Benson, Archie Shepp, Lionel Hampton, Herbie Mann, Eddie Palmieri und Charles Earland. Er spielte Bass bei Mr. Bojangles und zu BB Kings The Thrill Is Gone. Er wirkte an zwei Produktionen mit, die einen Grammy Awards erhalten haben.
Jemmott moderierte 1985 das Pastorius-Lehrvideo Modern Electric Bass.
Nach einem beinahe tödlichen Autounfall im Jahr 1972, an dem die Sängerin Roberta Flack und der Gitarrist Cornell Dupree beteiligt waren, musste er aufgrund der Verletzungen mit seinem Bassspiel bis 1975 pausieren. Inzwischen war die Auftragslage als Session-Musiker aufgrund von Heim-Aufnahmestudios zurückgegangen.
Daher arbeitete er nun in Film und Theater als Arrangeur und Dirigent bei John Williams und The Boston Pops.
1978 begann Jemmott seine Solokarriere und spielte Jazz, Blues, R & B, Reggae und Soul als Jerry Jemmott & Souler Energy, zu der im Laufe der Jahre Steve Berrios, Eric Gale, Neal Creque, Lou Marini und Kirk Nurock gehörten, sowie Seldon Powell, Bernard Purdie und Melvin Sparks.
Später gründete er Jerry Jemmotts The Right Reverend Jakie Neckbone Jubilee Special und spielte mit seinen klassischen Hits eine Mischung aus seinen ursprünglichen Cool Groove-Liedern sowie seine Soul Kitchen -Improvisations-Workshops. Zu den Mitgliedern gehörte die Sängerin Catherine Russell.
Während dieser Zeit war Jemmott auch Mitglied der Jimmy Owens Quartet, der für das US-Außenministerium mehrere Reisen nach Europa, in den Nahen Osten und nach Afrika unternahm, zusammen mit Dizzy Gillespie und Sonny Fortune.
Jemmott hat auch Artikel und Bücher geschrieben und Audio- und Video-Bass-Unterrichtsmaterialien veröffentlicht. Er erhielt 2001 den Lifetime Achievement Award der Zeitschrift Bass Player und ist Leiter der Abteilung für E-Bass der Richard Davis Foundation for Young Bassists.
2009 wechselte er zu Gregg Allmans Begleitband ("Gregg Allman & Friends") neben den Cornell Duprees Soul Survivors.
2023 erschien seine Autobiographie Make It Happen! The Life and Times of "The Groovemaster", Bassist Jerry Jemmott.

## Diskografie (Auswahl)

### Solo
- New York View (P-Vine, 1995)
- Make It Happen! (Whatchagonnado?, 2005)
- Home Cookin’ (Whatchagonnado?, 2006)
- Bass on the Case (Whachagonnado?, 2009)
- Addiction (Whachagonnado?, 2014)